# Zwergschule Nordgoltern

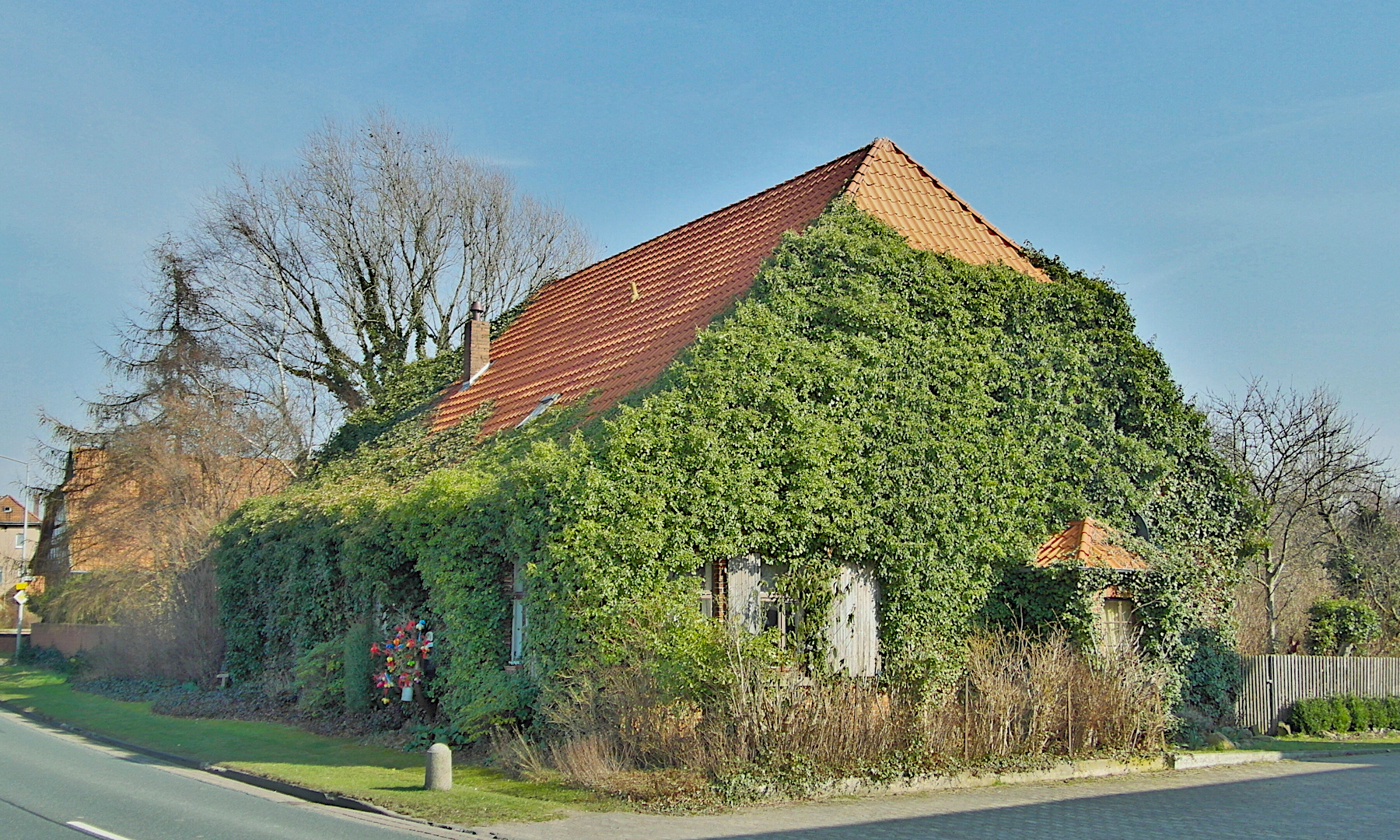
Zwergschule Nordgoltern

Die Zwergschule, beziehungsweise die ehemalige Schule, ist ein denkmalgeschütztes Gebäude in Nordgoltern, einem Stadtteil von Barsinghausen in der Region Hannover in Niedersachsen.
Die einstige Zwergschule dürfte das älteste Ziegelgebäude Nordgolterns sein.

## Geschichte
Die Nordgolterner und die Eckerder Schüler besuchten bis zur Mitte des 19. Jahrhunderts die Schule in Großgoltern. Mit steigender Schülerzahl einigte man sich, in den Orten des Kirchspiels Großgoltern jeweils eigene Schulen einzurichten.
Der Bau des Schulgebäudes in Nordgoltern begann 1854, am 26. Oktober fand die Einweihung der Schule statt.
Das Gebäude war als Wohn-/Wirtschaftsgebäude mit Wohnung und Stall für den Lehrer sowie einen Klassenraum aufgeteilt. Die gesamte Möblierung des einzigen Klassenraums bestand anfangs aus zwei Schulbänken.
Die Anzahl der Schulkinder betrug bei der Eröffnung 84. Sie lag später zwischen 110 im Jahr 1862 und 61 im Jahr 1878, in den meisten Jahren bei knapp 100. Der Schulvorstand ließ wegen der Überfüllung im Jahr 1899 auf dem Nachbargrundstück ein zusätzliches Klassengebäude bauen. Der 70 m² große Schulraum im neuen Gebäude war nach damaliger Einschätzung „für 90 Schüler ausreichend“. Der Schulraum im alten Schulhaus galt im Jahr 1912 als ausreichend groß für 60 Schüler.
Ab dem Jahr 1957 besuchten die Schüler aus Nordgoltern ab dem 5. Schuljahr die neu gebaute Volksschule in der Nachbargemeinde Großgoltern. Die Grundschüler wechselten ab 1959 ebenfalls nach Großgoltern.
Das alte Schulhaus dient als Wohnhaus. Bei einer Restaurierung in den 1980er Jahren wurde der Betonputz der Fachwerkaußenwände entfernt. An der Straßenseite wurden danach Kletterrosen, wilder Wein und Efeu gepflanzt, die das Gebäude mittlerweile begrünen.
Das leerstehende, 1899 gebaute Klassengebäude wurde 1962 zum Feuerwehrgerätehaus umgebaut. 1993 erfolgte der Umbau der Toreinfahrt und 2002 entstand ein Erweiterungsbau. Im Jahr 2021 beschloss die Stadt Barsinghausen, an anderer Stelle ein neues Feuerwehrhaus der gemeinsamen Feuerwehr Großgoltern und Nordgoltern zu bauen.

## Beschreibung
Das frühere Schulhaus ist ein traufständiger mit Backsteinen ummantelter Fachwerkbau unter einem Halbwalmdach. Der an der nördlichen Traufseite zur Mindener Straße gelegene Eingang ist mit Sandsteinquadern eingefasst.
Eine Inschrift über dem Dielentor des Wirtschaftsteils nennt das Baujahr 1854.

## Denkmalschutz
Die ehemalige Schule in Nordgoltern ist unter der Bezeichnung „Zwergschule“ als Einzeldenkmal gemäß § 3 Abs. 2 NDSchG unter der Objekt-ID 31117443 geschützt.
Das womöglich älteste erhaltene Backsteingebäude Nordgolterns gilt als ein Musterbeispiel für die Kombination eines Wohn-/Wirtschaftsgebäudes mit einer einklassigen Schule. An seiner Erhaltung besteht aufgrund des geschichtlichen Zeugnis- und Schauwertes als Gebäudetypus sowie der städtebaulich straßenbildprägenden Bedeutung ein öffentliches Interesse.